# Santa Maria della Rotonda
Santa Maria della Rotonda —’a Ritonna en el dialecte d'Albano Laziale, antigament conegut com a Santa Maria Maggiore, és un important santuari marià del Laci, situat en la ciutat d'Albano Laziale, en la Ciutat metropolitana de Roma Capital, en l'àrea dels Castells Romans.
El santuari ocupa un antic edifici rodó de construcció romana notable del segle i, relligat a la vil·la de Domiziano a Castel Gandolfo, que va ser antigament un nimfeu o, segons altres hipòtesis, un temple. L'edifici va ser convertit a l'ús cristià a l'època de Constantí el Gran o en el període entre el segle x i el XI.
Probablement gestionat en els primers segles de la seva existència per religiosos de ritu bizantí, va ser erigit per sors agustinianes a partir del Trecento fins al 1444 i seguidament va ser assignat als religiosos girolamini de la basílica dels Sants Bonifaci i Alessio a l'Aventí a Roma, que el van tenir fins al 1663, any en què el santuari va ser adquirit per la diòcesi suburbicària de Albano amb l'objectiu d'instal·lar-hi el seminari episcopal. Entre el 1708 i el 1799 la direcció del seminari i del santuari va passar als pares Escolapis. De llavors ençà, el santuari és de propietat diocesana i és agregat a la parròquia de la basílica seu de San Pancrazio. Avui és classificat entre els monuments arquitectònics tutelats pel Laci.

## Note
1. 1 2  Giuseppe Lugli, op. cit., in Giuseppe Lugli, Studi e ricerche su Albano archeologica 1914-1967, p. 237
2. ↑  Giuseppe Lugli, Castra Albana - Un accampamento fortificato al XV miglio della via Appia, in Giuseppe Lugli, Studi e ricerche su Albano archeologica 1914-1967, p. 249
3. ↑  Filippo Coarelli, Guide archeologiche Laterza - Dintorni di Roma, p. 88
4. ↑  Alberto Galletti, p. 34, cidGall
5. ↑  Alberto Galletti, pp. 43-44, cidGall
6. ↑  «Polo di Roma - Schedatura di 1º livello». Arxivat de l'original el 2009-05-05. [Consulta: 8 desembre 2015].